# Kagezi (vattendrag i Burundi, Ngozi)
Kagezi är ett vattendrag i Burundi.   Det ligger i provinsen Ngozi, i den norra delen av landet, 100 kilometer nordost om huvudstaden Bujumbura.
Omgivningarna runt Kagezi är huvudsakligen savann. Runt Kagezi är det tätbefolkat, med 442 invånare per kvadratkilometer.